# Францбург
Францбург (нем. Franzburg) — город в Германии, в земле Мекленбург-Передняя Померания.
Входит в состав района Северная Передняя Померания. Подчиняется управлению Францбург-Рихтенберг. Население составляет 1446 человек (на 31 декабря 2010 года). Занимает площадь 15,19 км². Официальный код — 13 0 57 028.

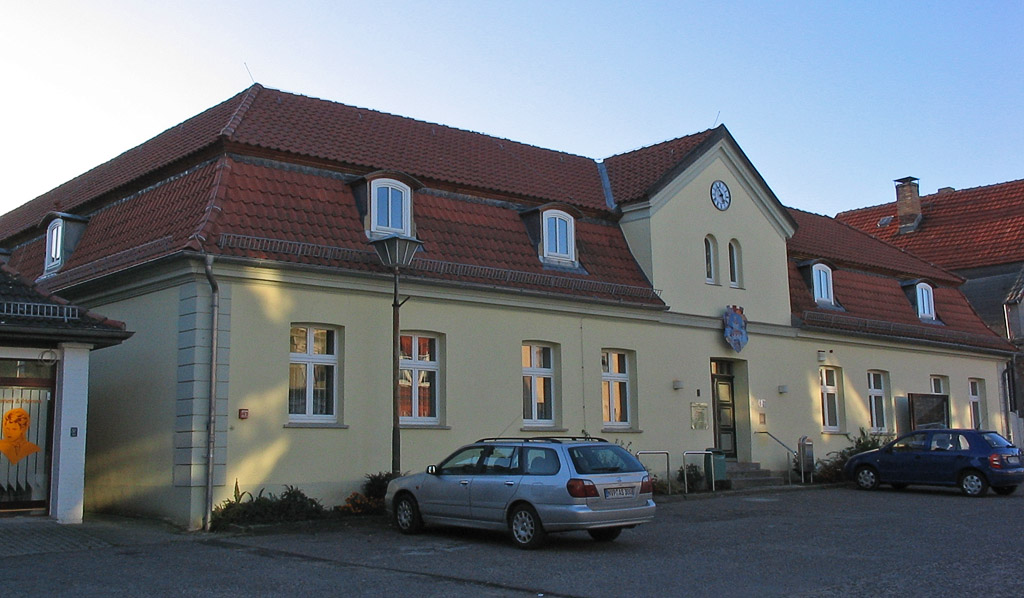
Ратуша
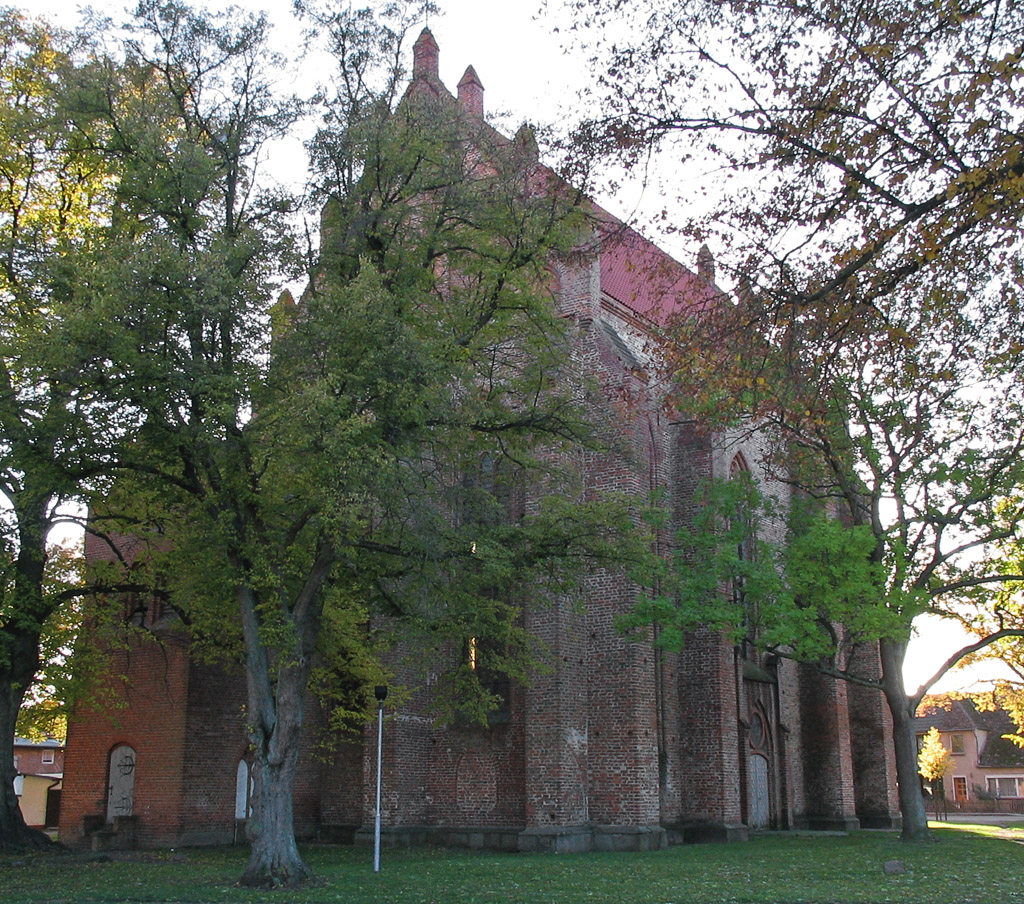
Замок
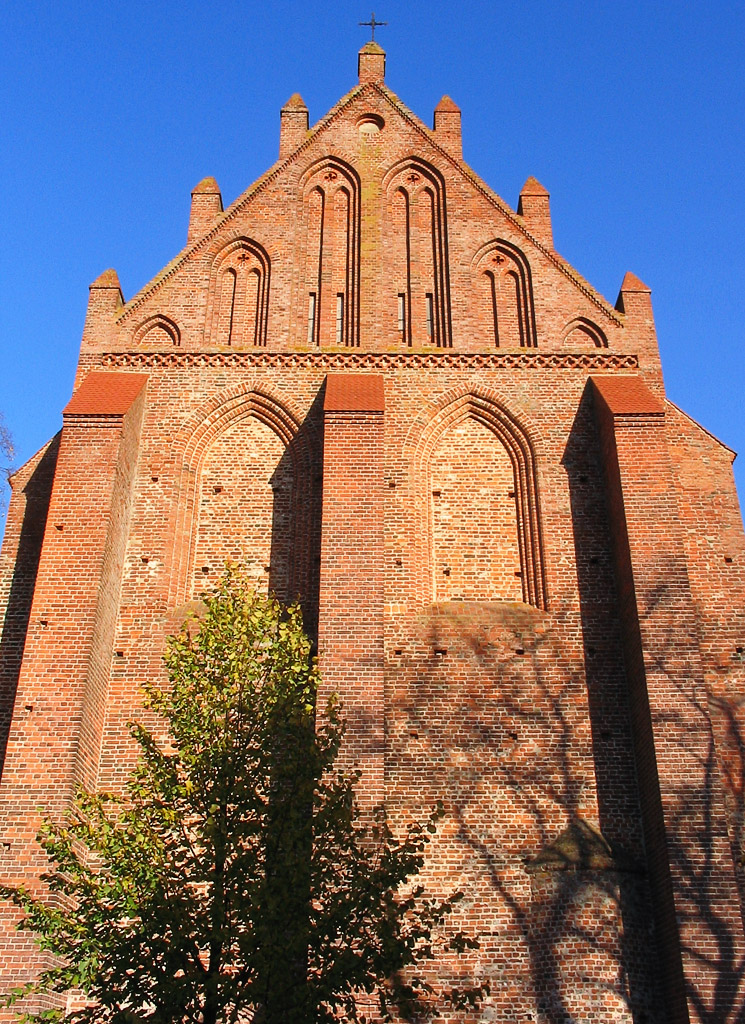
Замок
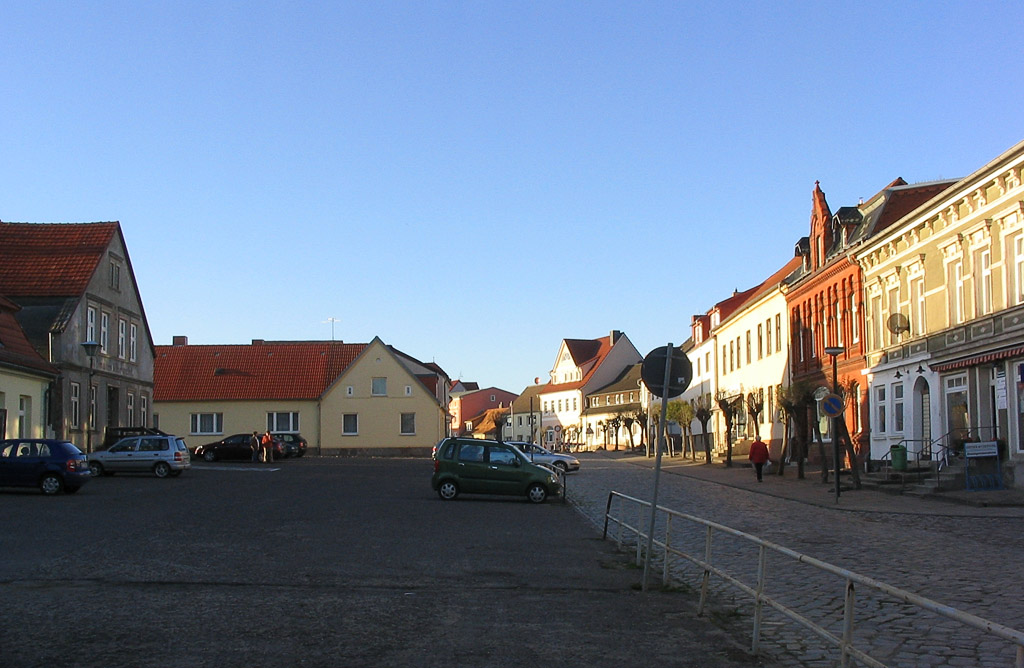